# Палеу (комуна)
Палеу (рум. Paleu) — комуна у повіті Біхор в Румунії. До складу комуни входять такі села (дані про населення за 2002 рік):
- Палеу (529 осіб) — адміністративний центр комуни
- Селдебаджу-де-Мунте (602 особи)
- Уйляку-де-Мунте (524 особи)

Комуна розташована на відстані 437 км на північний захід від Бухареста, 5 км на північний схід від Ораді, 130 км на захід від Клуж-Напоки.

## Населення
У 2009 році у комуні проживали 1799 осіб.